# Nathan Sobey
Nathan Adam "Nate" Sobey (Warrnambool, 14 de julio de 1990) es un jugador de baloncesto australiano que juega con los Santeros de Aguada del Baloncesto Superior Nacional. Con 1.88 metros de estatura, juega en el puesto de base. Es internacional con la selección de baloncesto de Australia.

## Trayectoria
Es un base formado entre Cochise College (2010–2012) y Wyoming Cowboys (2012–2014). Tras no ser drafteado en 2014, debutaría como profesional en su país natal en las filas del Ballarat Miners. Más tarde jugaría en las filas del Cairns Taipans y Adelaide 36ers.
En 2017, estuvo cedido por el equipo australiano en el PAOK griego.
En febrero de 2019, firma con el SIG Strasbourg de la Pro A francesa hasta el final de la temporada 2018-19.

## Selección nacional
Sobey disputó la Copa Mundial de Baloncesto de 2019.
En el verano de 2021 fue parte de la selección absoluta australiana que participó en los Juegos Olímpicos de Tokio 2020, ganando finalmente la medalla de bronce.